# Zidan Sertdemir
Batuhan Zidan Sertdemir (4 februari 2005) is een Deens voetballer die bij voorkeur als middenvelder speelt. Hij speelt bij Bayer 04 Leverkusen. 

## Clubcarrière
Sertdemir speelde in de jeugd bij Brøndby IF en FC Nordsjælland. In juni 2021 tekende hij een driejarig contract bij Bayer 04 Leverkusen. Op 7 november 2021 debuteerde hij in de Bundesliga als invaller tegen Hertha BSC.